# Luise Christine von Savoyen-Carignan

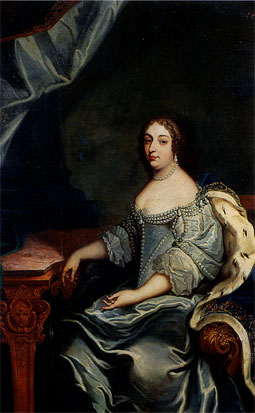
Luise Christine von Savoyen-Carignan, Porträt von 1654/55

Luise Christine von Savoyen-Carignan (französisch Louise Christine de Savoie-Carignan; * 1. August 1627 in Paris; † 7. Juli 1689 in Paris) war eine savoyische Prinzessin und durch Heirat Markgräfin von Baden-Baden. Ihre Weigerung, dem ungeliebten Ehemann vom mondänen Paris in das vergleichsweise provinziell anmutende Baden-Baden zu folgen, sorgte seinerzeit für einen Skandal und für entsprechendes Gerede an allen europäischen Fürstenhöfen.

## Leben

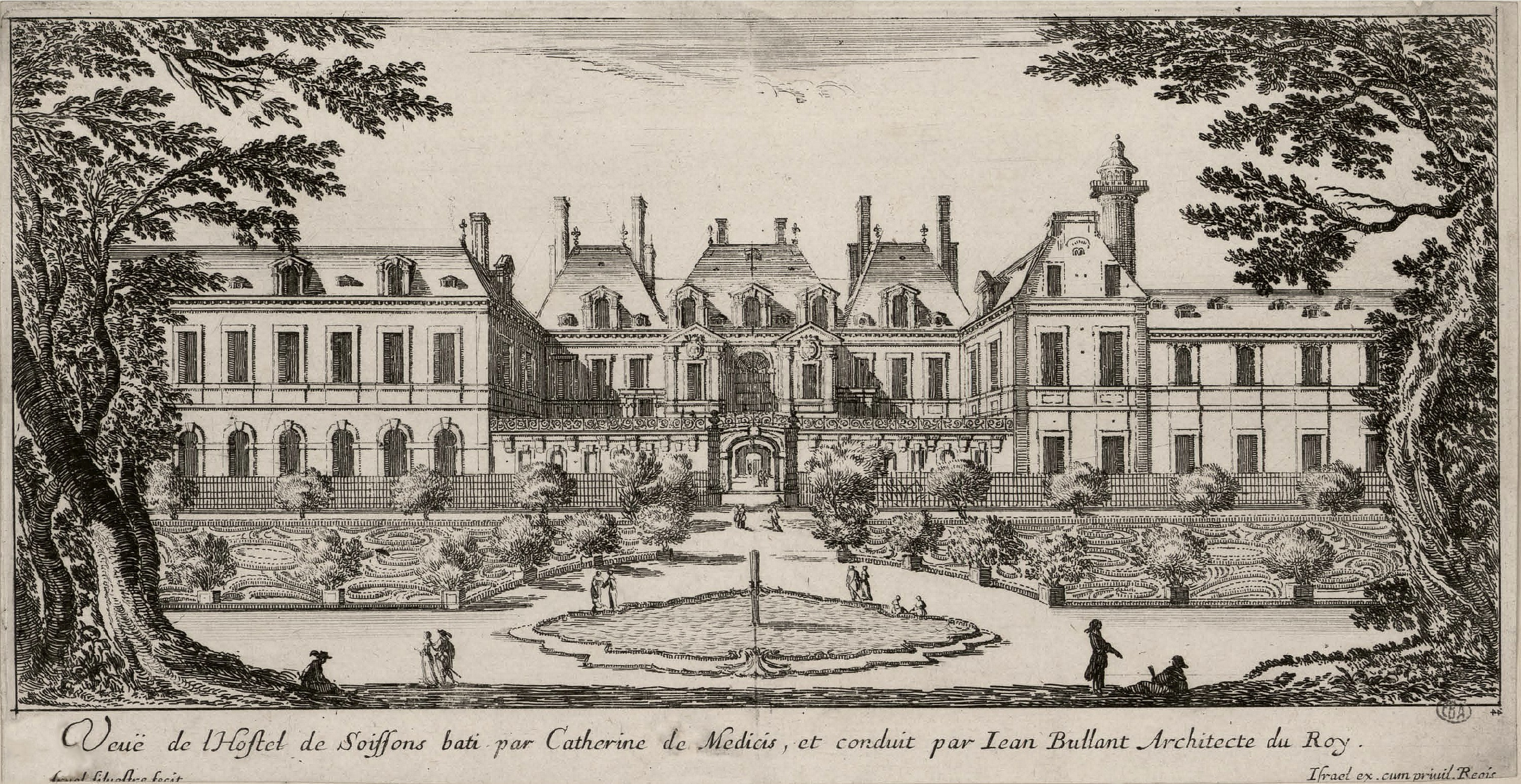
Das Hôtel de Soissons in Paris

Luise Christine kam als ältestes Kind von Thomas Franz von Savoyen, Fürst von Carignan, und Marie de Bourbon-Condé (1606–1692), Gräfin von Soissons, in Paris zur Welt. Durch ihre Mutter war sie eine entfernte Verwandte des Königshauses, ihr Bruder Eugen Moritz von Savoyen-Carignan war der Vater des berühmten Prinzen Eugen. Als Luise Christine im heiratsfähigen Alter war, kam auf Vermittlung des französischen Königs Ludwigs XIV. eine Heiratsvereinbarung zwischen dem Haus Savoyen-Carignan und dem markgräflichen Haus Baden zustande: Luise Christine wurde am 15. März 1653 mit dem badischen Thronfolger Ferdinand Maximilian von Baden-Baden verlobt. Die Unterzeichnung des Heiratsvertrags fand mit großem Pomp im Pariser Louvre statt. Die Mitgift der savoyardischen Braut war stattlich: Das französische Königshaus gab 100.000 Livre, vom Brautvater kamen weitere 600.000. Hinzu kam weitere wertvolle Aussteuer im Wert von 15.000 Scudi. Die eigentliche Heirat fand rund ein Jahr später am 15. März 1654 per procurationem im Oratorium des Hôtel de Soissons statt. Den Bräutigam vertrat Luise Christines Bruder Eugen Moritz, denn Prinz Ferdinand Maximilian kam erst im Juni des Jahres in Paris an.
13 Monate nach der Eheschließung kam am 8. April 1655 der gemeinsame Sohn des Paares, Ludwig Wilhelm von Baden, zur Welt. Sein Taufpate war Ludwig XIV. Die rein aus politischem Kalkül geschlossene Ehe der beiden frisch gebackenen Eltern erwies sich jedoch als nicht besonders glücklich. Luise Christine stand stark unter dem Einfluss ihrer Mutter, die den vom König ausgewählten Schwiegersohn nicht leiden konnte, und so weigerte sich die junge Mutter, Paris zu verlassen, um mit ihrem Mann in dessen Heimat zu reisen. Ferdinand Maximilian verließ deshalb nach einem heftigen Streit mit Ehefrau und Schwiegermutter Frankreich in Richtung Baden ohne seine Frau, jedoch nahm er den dreimonatigen Sohn mit sich. Er ließ ihn nach Baden-Baden bringen, wo der junge Ludwig Wilhelm ohne seine Mutter aufwuchs. An ihre Stelle trat die zweite Frau seines Großvaters, die Gräfin Maria Magdalena von Oettingen. Sein Vater warnte ihn in einem Brief eindringlich „Fliehe wie die Pest, eine von den französischen Damen zu heiraten: du findest sonst dein Leben lang keine Ruhe mehr und untergräbst den Frieden deines Hauses. Glaube mir dieses, mein liebes Kind, und laß dir deine eigene Mutter als warnendes Beispiel dienen: der sagte man nach, daß sie von allen am Hofe das beste Gemüt habe, und dennoch hat sie durch ihre Mutter und andere Leute so arg verführen und ihrer Pflicht abwendig machen lassen.“
Luise Christine lebte weiterhin am französischen Hof. Sie war Hofdame der Königinmutter Anna von Österreich und bekleidete dort das Amt einer dame du palais, für das sie eine jährliche Pension von 180.000 Livres erhielt. 1668 fiel sie jedoch in Ungnade, und ihr wurde der Zugang zum Königshof untersagt. Am 8. Oktober des darauffolgenden Jahres verstarb ihr Mann, doch Luise Christine nahm die Nachricht vom Tod Ferdinand Maximilians mit sichtlicher Gleichgültigkeit hin. Als sie im Jahr 1684 allerdings gegen den ausdrücklichen Wunsch des Königs die Heirat ihres jüngeren Bruders Emmanuel-Philibert von Savoyen-Carignan mit Maria Angela Caterina d’Este unterstützte, wurde sie gänzlich vom Hof verbannt und ins Exil nach Rennes geschickt. Ludwig XIV. hätte Emmanuel Philibert als zukünftigen Fürsten von Carignan lieber mit einer französischen Adeligen verheiratet. Die Verbannung wurde jedoch vier Jahre später wieder aufgehoben, sodass Luise Christine im Juli 1688 nach Paris zurückkehren durfte. Dort starb sie im Alter von 61 Jahren am 7. Juli 1689 und wurde im Kartäuserkloster von Aubevoye bestattet.